# Stanisław Dębowski
Stanisław Dębowski (ur. 8 maja 1935 w Zabielu) – polski rolnik, poseł na Sejm PRL V kadencji.

## Życiorys
Uzyskał wykształcenie podstawowe, z zawodu rolnik. Pracował na stanowisku kierownika Bazy Magazynowej w Dolistowie. W 1969 jako bezpartyjny uzyskał mandat posła na Sejm PRL w okręgu Łomża, zasiadał w Komisji Rolnictwa i Przemysłu Spożywczego. Odznaczony Odznaką 1000-lecia Państwa Polskiego.